# Sauce Viejo
Sauce Viejo är en ort i Argentina.   Den ligger i provinsen Santa Fe, i den centrala delen av landet, 400 km nordväst om huvudstaden Buenos Aires. Sauce Viejo ligger 19 meter över havet och antalet invånare är 6 825.
Terrängen runt Sauce Viejo är mycket platt. Närmaste större samhälle är Santo Tomé, 13,8 km nordost om Sauce Viejo. 
Trakten runt Sauce Viejo består huvudsakligen av våtmarker. Runt Sauce Viejo är det ganska tätbefolkat, med 172 invånare per kvadratkilometer.